# Bailleau-le-Pin
Bailleau-le-Pin è un comune francese di 1 544 abitanti situato nel dipartimento dell'Eure-et-Loir nella regione del Centro-Valle della Loira.

## Società

### Evoluzione demografica
Abitanti censiti